# 334
| 334                |
| ------------------ |
| Dødsfald - Fødsler |
|                    |

| Gregoriansk kalender | 334 CCCXXXIV            |
| Ab urbe condita      | 1087                    |
| Armensk kalender     | I/T                     |
| Kinesiske kalender   | 3030 – 3031 癸巳 – 甲午 |
| Etiopisk kalender    | 326 – 327               |
| Jødisk kalender      | 4094 – 4095             |
| Hindukalendere       |                         |
| - Vikram Samvat      | 389 – 390               |
| - Shaka Samvat       | 256 – 257               |
| - Kali Yuga          | 3435 – 3436             |
| Iransk kalender      | 288 BP – 287 BP         |
| Islamisk kalender    | 297 BH – 296 BH         |

Se også 334 (tal)